# Un ángel de bolsillo
Un ángel de bolsillo es una novela de la escritora uruguaya Ofelia Machado Bonet publicada en 1960 por la Editorial Losada de Buenos Aires. La novela trata sobre una joven uruguaya que mantiene un romance con una mujer casada argentina y ha sido considerada una de las primeras obras de temática lésbica de la literatura del Cono Sur, a la vez que un testimonio temprano de las relaciones sexuales entre mujeres. Obtuvo el segundo premio en el concurso Internacional de Narrativa Editorial Losada de 1959.

## Trama
Una joven mujer uruguaya, viviendo en Buenos Aires a fines de la década de 1940, mantiene una relación sexual y amorosa con una mujer casada con un hombre violento y abusivo. La relación se interrumpe por decisión de la mujer casada, causando un hondo sufrimiento a la protagonista. 
Con posterioridad la joven conoce y se casa con un hombre argentino, de clase alta. Pese a mantener con su esposo un vida sexual activa, siguen presentes sus sentimientos homoeróticos.

## Evaluación
La novela obtuvo el segundo premio en el concurso Internacional de Narrativa Editorial Losada de 1959. Ha sido considerada una de las primeras obras de temática lésbica de la literatura en idioma castellano, a la vez que un testimonio temprano de las relaciones sexuales entre mujeres.